# クレメンス・フォン・ピルケ
クレメンス・ピーター・フォン・ピルケ（Clemens Peter von Pirquet,1874年 - 1929年）は、オーストリアの小児科医。「アレルギー」の語を命名したことで知られる。

## 経歴
1874年にウィーン近郊で生まれる。父からは統計やグラフ分析を教わったという。その後グラーツで医学を学び、ウィーン大学でテオドール・エシェリヒと出会い小児科学を学ぶ。また免疫沈降の発見で知られたルドルフ・クラウスの手ほどきを受け、免疫学の研究も行った。
ジフテリアなどの血清療法にともなって起こる血清病に興味を持って多くの患者を観察し、それらの研究をまとめて1906年に牛痘法に対する皮膚の反応を血清病の知見で解釈したエッセイを発表、この中で生体が異種の物質との接触によって示す過敏症と免疫を「アレルギー」と命名した。この理論の副産物として経皮的ツベルクリン反応がある。
1908年にはジョンズ・ホプキンズ大学教授として渡米、1910年ブレスラウへ移り、1911年にウィーンへ戻るとウィーン大学小児科学教授に就任し、小児栄養や身体計測などの分野で業績を上げた。
彼の功績を記念して、ウィーンには「ピルケガッセ」と名付けられた通りがある。